# IIHF European Women Champions Cup 2013/14
Der IIHF European Women Champions Cup 2013/14 war die zehnte Austragung des von der Internationalen Eishockey-Föderation IIHF ausgetragenen Wettbewerbs. Am vom 18. Oktober 2013 bis 16. März 2014 ausgetragenen Turnier nahmen 20 Mannschaften aus 20 Ländern teil. Das Finalturnier wurde vom 14. bis 16. März 2014 ausgetragen und zum dritten Mal in Folge von  Tornado Moskowskaja Oblast gewonnen.

## Modus
In der Vorrunde traten 16 Mannschaften in vier Gruppen an. Die jeweiligen Gruppensieger qualifizierten sich für die Zwischenrunde, wo sie auf vier gesetzte Mannschaften trafen. Die vier Finalteilnehmer wurden in zwei Qualifikationsrunden ermittelt.
Als einzige der nichtgesetzten Mannschaften erreichte der deutsche Teilnehmer ESC Planegg durch einen Sieg gegen den TSC Lions die Finalrunde der besten vier Mannschaften und errang letztlich die Bronzemedaille.
| für die Erste Runde gesetzte Mannschaften                                                            | für die Erste Runde gesetzte Mannschaften                                               | für die Erste Runde gesetzte Mannschaften                                                   | für die Zweite Runde gesetzte Mannschaften                                    |
| - Bozen Eagles - EHV Sabres Wien - Polonia Bytom - Vasas HC Budapest - HDK Maribor - Hvidovre Hockey | - Aisulu Almaty - Laima Riga - HSC Csíkszereda - HK Pantera Minsk - HK Spišská Nová Ves | - ESC Planegg - HC Neuilly-sur-Marne - Bracknell Queen Bees - SADH Majadahonda - SK Karviná | - Tornado Moskowskaja Oblast - ZSC Lions Zürich - AIK Stockholm - Espoo Blues |

## Vorrunde
Die erste Runde wurde sämtlich vom 18. bis 20. Oktober 2013 ausgetragen.

### Gruppe A
Die Spiele der Gruppe A fanden im Patinoire Municipale in Neuilly sur Marne nahe Paris statt.
| 18. Oktober 2013 15:00 Uhr | ESC Planegg | 9:1 (2:0, 4:1, 3:0) Spielbericht | Bracknell Queen Bees | Patinoire Municipale, Neuilly sur Marne |

| 18. Oktober 2013 20:00 Uhr | HC Neuilly-sur-Marne | 10:0 (2:0, 5:0, 3:0) Spielbericht | SADH Majadahonda | Patinoire Municipale, Neuilly sur Marne |

| 19. Oktober 2013 15:00 Uhr | SADH Majadahonda | 0:21 (0:4, 0:6, 0:11) Spielbericht | ESC Planegg | Patinoire Municipale, Neuilly sur Marne |

| 19. Oktober 2013 20.00 Uhr | Bracknell Queen Bees | 0:10 (0:3, 0:3, 0:4) Spielbericht | HC Neuilly-sur-Marne | Patinoire Municipale, Neuilly sur Marne |

| 20. Oktober 2013 14:00 Uhr | SADH Majadahonda | 2:6 (0:2, 1:4, 1:0) Spielbericht | Bracknell Queen Bees | Patinoire Municipale, Neuilly sur Marne |

| 20. Oktober 2013 18:00 Uhr | HC Neuilly-sur-Marne | 1:7 (1:2, 0:0, 0:5) Spielbericht | ESC Planegg | Patinoire Municipale, Neuilly sur Marne |

| Pl. | Mannschaft           | Land                   | Sp | S | OTS | OTN | N | Tore  | Punkte |
| 1.  | ESC Planegg          | Deutschland            | 3  | 3 | 0   | 0   | 0 | 37:02 | 9      |
| 2.  | HC Neuilly-sur-Marne | Frankreich             | 3  | 2 | 0   | 0   | 0 | 21:07 | 6      |
| 3.  | Bracknell Queen Bees | Vereinigtes Konigreich | 3  | 1 | 0   | 0   | 2 | 07:21 | 3      |
| 4.  | SADH Majadahonda     | Spanien                | 3  | 0 | 0   | 0   | 3 | 02:37 | 0      |

### Gruppe B
Die Spiele der B-Gruppe wurden in der Ice Arena Liepājas Metalurgs in Liepāja, Lettland ausgetragen.
| 18. Oktober 2013 16:00 Uhr | HK Pantera Minsk | 5:13 (2:7, 2:5, 1:1) Spielbericht | HSC Csíkszereda | Ice Arena Liepājas Metalurgs, Liepāja |

| 18. Oktober 2013 19:30 Uhr | SHK Laima Riga | 0:3 (0:2, 0:1, 0:0) Spielbericht | Aisulu Almaty | Ice Arena Liepājas Metalurgs, Liepāja |

| 19. Oktober 2013 15:30 Uhr | Aisulu Almaty | 19:0 (9:0, 5:0, 5:0) Spielbericht | HK Pantera Minsk | Ice Arena Liepājas Metalurgs, Liepāja |

| 19. Oktober 2013 19:00 Uhr | HSC Csíkszereda | 0:19 (0:7, 0:6, 0:6) Spielbericht | SHK Laima Riga | Ice Arena Liepājas Metalurgs, Liepāja |

| 20. Oktober 2013 12:00 Uhr | Aisulu Almaty | 7:0 (1:0, 2:0, 4:0) Spielbericht | HSC Csíkszereda | Ice Arena Liepājas Metalurgs, Liepāja |

| 20. Oktober 2013 15:30 Uhr | SHK Laima Riga | 24:0 (6:0, 10:0, 8:0) Spielbericht | HK Pantera Minsk | Ice Arena Liepājas Metalurgs, Liepāja |

| Pl. | Mannschaft       | Land       | Sp | S | OTS | OTN | N | Tore  | Punkte |
| 1.  | Aisulu Almaty    | Kasachstan | 3  | 3 | 0   | 0   | 0 | 29:0  | 9      |
| 2.  | SHK Laima Riga   | Lettland   | 3  | 3 | 0   | 0   | 1 | 43:03 | 6      |
| 3.  | HSC Csíkszereda  | Rumänien   | 3  | 1 | 0   | 0   | 2 | 13:31 | 3      |
| 4.  | HK Pantera Minsk | Belarus    | 3  | 0 | 0   | 0   | 3 | 05:56 | 0      |

### Gruppe C
Die Spiele der Gruppe C fanden im Zimny Stadion (dt. Winterstadion) in Spišská Nová Ves statt.
| 18. Oktober 2013 16:00 Uhr | SK Karviná | 2:3 (1:0, 0:3, 1:0) Spielbericht | Hvidovre Hockey | Zimny Stadion, Spišská Nová Ves |

| 18. Oktober 2013 19:00 Uhr | HK Spišská Nová Ves | 7:1 (2:1, 2:0, 3:0) Spielbericht | Polonia Bytom | Zimny Stadion, Spišská Nová Ves |

| 19. Oktober 2013 16:00 Uhr | Polonia Bytom | 2:9 (0:7, 2:2, 0:0) Spielbericht | SK Karviná | Zimny Stadion, Spišská Nová Ves |

| 19. Oktober 2013 19:00 Uhr | Hvidovre Hockey | 4:3 (0:1, 0:0, 4:2) Spielbericht | HK Spišská Nová Ves | Zimny Stadion, Spišská Nová Ves |

| 20. Oktober 2013 16:00 Uhr | Polonia Bytom | 2:5 (1:0, 1:2, 0:3) Spielbericht | Hvidovre Hockey | Zimny Stadion, Spišská Nová Ves |

| 20. Oktober 2013 19:00 Uhr | HK Spišská Nová Ves | 5:3 (0:1, 3:1, 2:1) Spielbericht | SK Karviná | Zimny Stadion, Spišská Nová Ves |

| Pl. | Mannschaft          | Land       | Sp | S | OTS | OTN | N | Tore  | Punkte |
| 1.  | Hvidovre Hockey     | Danemark   | 3  | 3 | 0   | 0   | 0 | 12:07 | 9      |
| 2.  | HK Spišská Nová Ves | Slowakei   | 3  | 2 | 0   | 0   | 1 | 15:08 | 6      |
| 3.  | SK Karviná          | Tschechien | 3  | 1 | 0   | 0   | 2 | 14:10 | 3      |
| 4.  | Polonia Bytom       | Polen      | 3  | 0 | 0   | 0   | 3 | 05:21 | 0      |

### Gruppe D
Die Spiele der Gruppe D wurden in der Eishalle „Ledna Dvorana Tabor“ im slowenischen Maribor ausgetragen.
| 18. Oktober 2013 15:00 Uhr | Bozen Eagles | 4:3 OT (1:0, 2:2, 0:1, 1:0) Spielbericht | Vasas HC Budapest | Ledna Dvorana Tabor, Maribor |

| 18. Oktober 2013 19:00 Uhr | HDK Maribor | 1:6 (0:2, 0:3, 1:1) Spielbericht | EHV Sabres Wien | Ledna Dvorana Tabor, Maribor |

| 19. Oktober 2013 15:00 Uhr | EHV Sabres Wien | 5:2 (1:1, 1:0, 3:1) Spielbericht | Bozen Eagles | Ledna Dvorana Tabor, Maribor |

| 19. Oktober 2013 19:00 Uhr | Vasas HC Budapest | 1:0 (1:0, 0:0, 0:0) Spielbericht | HDK Maribor | Ledna Dvorana Tabor, Maribor |

| 20. Oktober 2013 13:00 Uhr | Vasas HC Budapest | 0:14 (0:1, 0:10, 0:3) Spielbericht | EHV Sabres Wien | Ledna Dvorana Tabor, Maribor |

| 20. Oktober 2013 17:00 Uhr | HDK Maribor | 0:12 (0:7, 0:3, 0:2) Spielbericht | Bozen Eagles | Ledna Dvorana Tabor, Maribor |

| Pl. | Mannschaft        | Land       | Sp | S | OTS | OTN | N | Tore  | Punkte |
| 1.  | EHV Sabres Wien   | Osterreich | 3  | 3 | 0   | 0   | 0 | 25:03 | 9      |
| 2.  | Bozen Eagles      | Italien    | 3  | 1 | 1   | 0   | 1 | 18:08 | 5      |
| 3.  | Vasas HC Budapest | Ungarn     | 3  | 1 | 0   | 1   | 1 | 04:18 | 4      |
| 4.  | HDK Maribor       | Slowenien  | 3  | 0 | 0   | 0   | 3 | 01:19 | 0      |

## Zwischenrunde
Die Spiele der Zwischenrunde fanden vom 6. bis 8. Dezember 2013 statt. Die Gruppe E wurde in der Hacker-Pschorr-Arena in Bad Tölz ausgetragen. Als Austragungsort für die Gruppe F fungierte das finnische Espoo. Es qualifizierten sich jeweils die beiden Mannschaften auf den ersten Plätzen einer Gruppe für das Super Final.

### Gruppe E
Für die Spiele der Gruppe E in der Hacker-Pschorr-Arena in Bad Tölz waren der Titelverteidiger Tornado Moskowskaja Oblast und der Schweizer Vertreter ZSC Lions Frauen bereits gesetzt. Sie trafen vom 6. bis 8. Dezember 2013 auf die Mannschaften, die sich in der Gruppenphase als Sieger der Gruppen A – ESC Planegg und C Hvidovre Hockey qualifizierten.
| 6. Dezember 2013 12:00 Uhr | Hvidovre IK | 4:9 (1:4, 3:0, 0:4) | ESC Planegg | Hacker-Pschorr-Arena, Bad Tölz |

| 6. Dezember 2013 15:00 Uhr | Tornado Moskowskaja Oblast | 10:2 (3:1, 7:0, 0:1) | ZSC Lions Frauen | Hacker-Pschorr-Arena, Bad Tölz |

| 7. Dezember 2013 13:00 Uhr | Tornado Moskowskaja Oblast | 12:1 (5:0, 4:0, 3:1) | Hvidovre IK | Hacker-Pschorr-Arena, Bad Tölz |

| 7. Dezember 2013 16:30 Uhr | ESC Planegg | 3:1 (0:1, 2:0, 1:0) | ZSC Lions Frauen | Hacker-Pschorr-Arena, Bad Tölz |

| 8. Dezember 2013 11:15 Uhr | ZSC Lions Frauen | 3:1 (1:0, 2:0, 0:1) | Hvidovre IK | Hacker-Pschorr-Arena, Bad Tölz |

| 8. Dezember 2013 15:00 Uhr | ESC Planegg | 0:5 (0:2, 0:1, 0:2) | Tornado Moskowskaja Oblast | Hacker-Pschorr-Arena, Bad Tölz |

| Pl. | Mannschaft                 | Land        | Sp | S | OTS | OTN | N | Tore  | Punkte |
| 1.  | Tornado Moskowskaja Oblast | Russland    | 3  | 3 | 0   | 0   | 0 | 27:03 | 9      |
| 2.  | ESC Planegg                | Deutschland | 3  | 2 | 0   | 0   | 1 | 12:10 | 6      |
| 3.  | ZSC Lions Frauen           | Schweiz     | 3  | 1 | 0   | 0   | 2 | 06:14 | 3      |
| 4.  | Hvidovre IK                | Danemark    | 3  | 0 | 0   | 0   | 3 | 06:24 | 0      |

### Gruppe F
Für die Spiele der Gruppe F vom 6. bis 8. Dezember 2013 in der Kisakallio Arena im finnischen Lohja sind der finnische Gastgeber Espoo Blues und der schwedische Vertreter AIK Stockholm gesetzt. Sie trafen auf die Qualifikanten, die Sieger der Vorrundengruppen B – Aisulu Almaty und D – Sabres Wien.
| 6. Dezember 2013 13:30 Uhr | Aisulu Almaty | 1:2 (0:2, 0:0, 1:0) | EHV Sabres Wien | Kisakallio Arena, Lohja |

| 6. Dezember 2013 18:30 Uhr | Espoo Blues | 3:6 (1:2, 1:3, 1:1) | AIK Stockholm | Kisakallio Arena, Lohja |

| 7. Dezember 2013 13:30 Uhr | AIK Stockholm | 3:0 (1:0, 1:0, 1:0) | Aisulu Almaty | Kisakallio Arena, Lohja |

| 7. Dezember 2013 18:30 Uhr | EHV Sabres Wien | 4:5 (2:1, 1:3, 1:1) | Espoo Blues | Kisakallio Arena, Lohja |

| 8. Dezember 2013 13:30 Uhr | AIK Stockholm | 1:0 (0:0, 0:0, 1:0) | EHV Sabres Wien | Kisakallio Arena, Lohja |

| 8. Dezember 2013 18:30 Uhr | Espoo Blues | 4:1 (0:1, 2:0, 2:0) | Aisulu Almaty | Kisakallio Arena, Lohja |

| Pl. | Mannschaft      | Land       | Sp | S | OTS | OTN | N | Tore  | Punkte |
| 1.  | AIK Stockholm   | Schweden   | 3  | 3 | 0   | 0   | 0 | 10:03 | 9      |
| 2.  | Espoo Blues     | Finnland   | 3  | 2 | 0   | 0   | 1 | 12:11 | 6      |
| 3.  | EHV Sabres Wien | Osterreich | 3  | 1 | 0   | 0   | 2 | 06:07 | 3      |
| 4.  | Aisulu Almaty   | Kasachstan | 3  | 0 | 0   | 0   | 3 | 02:09 | 0      |

## Finalturnier
Das Finalturnier findet vom 14. bis 16. März 2014 in Bad Tölz statt. Die beiden jeweils Bestplatzierten der beiden Gruppen der Zwischenrunde qualifizierten sich für diese Veranstaltung, die Tornado Moskowskaja Oblast zum dritten Mal in Folge gewann.
| 14. März 2014 11:40 Uhr | Espoo Blues Noora Tulus (6:48) Noora Tulus (15:27) Emma Nuutinen (33:25) | 3:1 (2:1, 1:0, 0:0) Spielbericht | ESC Planegg Yvonne Rothemund (10:22) | Hacker-Pschorr Arena, Bad Tölz Zuschauer: 100 |

| 14. März 2014 15:00 Uhr | Tornado Moskowskaja Oblast Ija Gawrilowa (0:34) Ija Gawrilowa (8:28) Jekaterina Smolenzewa (10:08) Anna Schochina (23:36) Anna Schochina (27:24) Kelley Steadman (33:20) | 6:1 (3:0, 3:1, 0:0) Spielbericht | AIK Stockholm Emmy Alasalmi (38:17) | Hacker-Pschorr Arena, Bad Tölz Zuschauer: 150 |

| 15. März 2014 13:35 Uhr | Tornado Moskowskaja Oblast Ija Gawrilowa (44:58) Kelley Steadman (45:46) Kelley Steadman (59:45) | 3:1 (0:0, 0:0, 3:1) Spielbericht | Espoo Blues Christine Posa (57:53) | Hacker-Pschorr Arena, Bad Tölz Zuschauer: 150 |

| 15. März 2014 16:50 Uhr | ESC Planegg Monika Pink (23:52) Brooke Ammerman (35:53) Bettina Evers (59:01) Monika Pink (PS) | 4:3 n. P. (0:1, 2:0, 0:1, 0:0, 1:0) Spielbericht | AIK Stockholm Linnéa Bäckman (16:51) Emmy Alasalmi (49:23) Helene Martinsen (59:34) | Hacker-Pschorr Arena, Bad Tölz Zuschauer: 300 |

| 16. März 2014 11:15 Uhr | AIK Stockholm Lisa Johansson (53:10) Michelle Löwenhielm (57:22) Helene Martinsen (59:12) | 3:1 (0:0, 0:1, 3:0) Spielbericht | Espoo Blues Annina Rajahuhta (39:59) | Hacker-Pschorr Arena, Bad Tölz Zuschauer: 150 |

| 16. März 2014 14:45 Uhr | ESC Planegg | 0:4 (0:1, 0:2, 0:1) Spielbericht | Tornado Moskowskaja Oblast Kelley Steadman (19:55) Kelley Steadman (27:57) Ija Gawrilowa (36:39) Anna Schochina (57:00) | Hacker-Pschorr Arena, Bad Tölz Zuschauer: 250 |

| Pl.            | Mannschaft                 | Land        | Sp | S | OTS | OTN | N | Tore  | Punkte |
| Goldmedaille   | Tornado Moskowskaja Oblast | Russland    | 3  | 3 | 0   | 0   | 0 | 13:02 | 9      |
| Silbermedaille | AIK Stockholm              | Schweden    | 3  | 1 | 0   | 1   | 1 | 07:11 | 4      |
| Bronzemedaille | ESC Planegg                | Deutschland | 3  | 1 | 0   | 2   | 0 | 05:07 | 3      |
| 4.             | Espoo Blues                | Finnland    | 3  | 0 | 1   | 2   | 0 | 05:10 | 2      |

## Auszeichnungen
Spielertrophäen
| Auszeichnung        | Spieler          | Team                       |
| ------------------- | ---------------- | -------------------------- |
| Beste Torhüterin    | Zuzana Tomčíková | Tornado Moskowskaja Oblast |
| Beste Verteidigerin | Kathrin Lehmann  | ESC Planegg                |
| Beste Stürmerin     | Kelley Steadman  | Tornado Moskowskaja Oblast |

### Siegermannschaft
| EWCC-Sieger Tornado Moskowskaja Oblast | Torhüterinnen: Anna Prugowa, Zuzana Tomčíková Verteidigerinnen: Nina Pirogowa, Olga Permjakowa, Anna Schtschukina, Soja Polunina, Brittany Simpson, Swetlana Tkatschowa Angreiferinnen: Ija Gawrilowa, Marina Sergina, Jekaterina Smolenzewa, Kelley Steadman, Swetlana Kolmykowa, Tatjana Burina, Xenija Botscharowa, Galina Skiba, Jekaterina Nikolajewa, Jekaterina Smolina, Anna Schochina Cheftrainer: Alexei Tschistjakow |